# جير لونش (لاعب جمباز فني)
جير لونش (بالإنجليزية: Jair Lynch)‏ هو لاعب جمباز فني أمريكي، ولد في 2 أكتوبر 1971 في أميرست في الولايات المتحدة.

## وصلات خارجية
- جير لونش على موقع اللجنة الأولمبية الدولية (الإنجليزية)
- جير لونش على موقع أوليمبيديا (الإنجليزية)